# Valore assoluto (singolo)
Valore assoluto è un singolo del cantautore italiano Tiziano Ferro, pubblicato l'8 settembre 2017 come quarto estratto dal sesto album in studio Il mestiere della vita.

## Descrizione
Quarta traccia dell'album, Valore assoluto è stata composta da Tiziano Ferro insieme a Emanuele Dabbono, con il quale il cantautore aveva già collaborato alla stesura dei due precedenti singoli nonché di Incanto. Poco prima della sua pubblicazione, Ferro ha così descritto il brano:
La canzone è stata inoltre adattata in lingua spagnola da Diego Galindo Martínez con il titolo Valor absoluto ed inserita nell'album El oficio de la vida. Il brano in lingua italiana è stato anche nuovamente inciso dal cantautore in duetto con Levante e inserito nell'edizione speciale dell'album pubblicata il 10 novembre 2017.

## Classifiche
| Classifica (2016) | Posizione massima |
| ----------------- | ----------------- |
| Italia            | 57                |